# Lasioglossum debilior
Lasioglossum debilior är en biart som först beskrevs av Pérez 1910.  Lasioglossum debilior ingår i släktet smalbin, och familjen vägbin. Inga underarter finns listade i Catalogue of Life.